# Höhenreute
Höhenreute (mundartlich: Heritə) ist ein Gemeindeteil der bayerisch-schwäbischen Großen Kreisstadt Lindau (Bodensee).

## Geografie
Das Dorf liegt 5,5 Kilometer nördlich der Lindauer Insel. Westlich der Ortschaft verläuft die Bahnstrecke Buchloe–Lindau. Nördlich von Höhenreute verläuft die Ländergrenze zu Achberg in Baden-Württemberg.

## Ortsname
Der Ortsname setzt sich aus den mittelhochdeutschen Wörtern hōch für hoch, in, nach, aus der höhe; anderes übertreffen und rǖte für Rodung, gerodetes Land zusammen. Somit bedeutet der Ortsname höher gelegene Rodesiedlung.

## Geschichte
Höhenreute wurde erstmals urkundlich im Jahr 1393 mit an Hechrarúti erwähnt. Im Jahr 1626 wurden 14 Häuser in Höhenreute gezählt. Der Ort gehörte einst zum äußeren Gericht der Reichsstadt Lindau.